# 白い滑走路
白い滑走路（しろいかっそうろ）は、1974年4月5日から9月27日までの26話連続で、TBS系列で放映されたテレビドラマ。田宮二郎主演の「白いシリーズ」の第2作である。

## 概説
本作は、田宮二郎が航空機の操縦士役となった作品である。また日本航空の全面的な協力を得ていることが特徴である。オープニング映像はアメリカ、ワシントン州のモーゼスレイク・グラントカウンティ空港でタッチアンドゴー訓練を行うボーイング747で、本編中にも実機やシミュレータを使用した映像が多く登場する。ボーイング747の緊急降下シーンも実機を使用した映像で、航空会社の協力なしでは撮影できないシーンも多い。客室乗務員のみならず、操縦教官や航空機関士の役においても日本航空の社員がエキストラとして参加している。
さらに、操縦室内でのやりとりについても、全て実際の航空用語を使用している。例えば、オープニングの「Flap two zero」（映画「ハッピーフライト」では「Flap twenty」とコールされていた）「Gear down」というコールも、「フラップを20度まで下げよ」「降着装置を下げよ」という実際の航空用語である。これ以外にも、訓練中のチェックリストのコールや航空管制官とのやり取りなども、全て現実の運航に即したものになっている。
当時ボーイング747の2階席にあったラウンジや、日本航空が導入したボーイング747貨物機の製造シーンなど、1970年代の記録ともなる映像も盛り込まれている。また、航空会社の操縦士になろうと思ったきっかけはこのドラマを見たから、という操縦士もいるという。
本作品をさらに魅力的なものとしていることは、上記の点に加えて海外ロケが大規模に行われ、そのシーンがふんだんに展開されていることである。
以上の諸点から、現在でも出色の航空ドラマと評することができる。

## あらすじ
ボーイング747機種移行訓練のため、アメリカのモーゼスレイクで訓練を受けていた杉山。無事に試験に合格し、帰国すると、妻の綾子は失踪していた…。仕事の合間に妻の綾子を捜す一方で、折井薫は杉山に想いを寄せる。妻が失踪した杉山と夫が山で遭難した上条里子は破傷風の看病等で段々と接近するなか、困難を乗り越え、二人は結婚する。

## 配役
- 杉山重夫（田宮二郎）
本作の主人公。DC-8の機長で、第1話で機種移行訓練を受け、ボーイング747の機長となる。指に怪我をした副操縦士に対しては「慎重さに欠ける乗務員」と判断して強引に交代させたり[1]、操縦室に、なみなみと注いだコーヒーを運んできた折井薫に怒鳴る[1]など、いわゆる「ワンマン機長」であり、若手の乗務員からは嫌われており、職務に対する徹底した完璧主義と機械の如き冷徹さから「ジャンボの部品」とも揶揄される。その一方で、100%安全に着陸できる自信がない場合は躊躇なくゴーアラウンドを決断するなど、厳格な安全哲学を有している[1]ことから、特に同僚の信頼は厚い[1]。
- 上条里子（山本陽子）
杉山の同僚である上条浩二の妻であり、杉山の上司でもある尾形機長の娘でもある。夫と死別後、徐々に杉山にひかれていく。子供からの後押しもあり、杉山との結婚を決める。
- 折井薫（松坂慶子）
日本航空のスチュワーデス（現キャビンアテンダント）。杉山に好意を持ち、何かとおせっかいを焼く。割烹料理屋の娘。最終回でアシスタントパーサーに昇格する。
- 杉山綾子（浅丘ルリ子）
杉山の妻。ピアニスト。夫の出張中に家出をし実家などを転々とする。夫に愛されているか不安になり離婚を切り出すが、杉山に好きな人ができたことを知り、自宅に戻り、わがままにより杉山を振り回す。綾子のイメージテーマとしてほぼ全編にわたり流れている曲は、ショパン作曲のバラード第1番。
- 尾形雄吉（高松英郎）
杉山の先輩機長。独り身になった娘と杉山との結婚を望む。
- 尾形八重（風見章子）
緒方の妻。
- 折井文平（松村達雄）
薫の父親で、割烹の主人。杉山に向かって「おい！杉の字！」と叫ぶシーンあり。最終回では嫌いだった飛行機に乗り、先輩がパリでオープンした割烹の助っ人としてパリに飛び、杉山と再会、飛行機というものを見直すことに。
- 折井とめ（浦辺粂子）
文平の母。第20話では水着姿を披露している（商店街の福引でハワイ旅行が当選。杉山の計らいで、旅行が実現する）。ハワイでおじいちゃんの位牌を忘れてくるハプニングもある。
- 松本洋一（河原崎建三）
折井薫に恋心を寄せている。文平の割烹で脇板として働いている。
- 深沢加奈（大塚道子）
杉山綾子の母。
- 三浦郁夫（仲雅美）　セカンドオフィサー
- 深沢保（高峰圭二）  杉山綾子の実弟
- 上条浩二（岩下浩）
杉山の同僚。山で遭難し行方不明になる。死亡したと思われていたが、ひょんなことから杉山に見つかる
- 上条勝（中村建介）
- 橘剛（石太郎）
- 吉野宏（団次郎）
- 太田実（神山繁）
- 森田邦彦（西田敏行）
医学部卒のハイジャック犯。機内で出産に立会うことになる。
- チーフパーサー（滝田裕介）
- ヤン（江幡高志）
- 黒木勝宏（天田俊明）
- 黒木早苗（吉行和子）
- 坂田（中条静夫）
- 佐島稔（北村総一朗）
- 沢京子（小野ひずる)
- 平田潔（高橋昌也）
- 松本ツネ（三崎千恵子）

## スタッフ
- 脚本：ジェームス三木 小山内美江子 他 9名
- 監督：中村登・前田陽一・番匠義彰・今井雄五郎他
- プロデューサー：佐々木孟、大内三朗、田宮二郎（23話・24話のみクレジット）、山本典助（TBS）
- 音楽：木田高介
- 撮影：平瀬静雄、倉持友一、佐藤洋三、丸山恵司
- 美術：鳥居塚誠一
- 録音：加藤一郎、小沼渡、堀内戦治、関勇次郎、奥山重之助
- 照明：八木淳之、秋田富士夫、牛場賢二、山田和夫
- 編集：堀江貞子、武田うめ
- 記録：槙坪多鶴子、土居久子、勝原成子、早川公乃、麦谷静代
- 助監督：近藤一美、松本喜隆、山本和久、蓑輪雅夫
- 装飾：西村伸明
- 結髪：おかもと技粧プロ
- 効果：脇坂孝行
- 演出助手：松本喜隆、中村總、山本和久
- 制作主任：中村賢一、小迫進、市川一義、山崎浩史
- 調音：アオイスタジオ
- 現像：東洋現像所
- 衣裳：松竹衣裳
- 衣裳協力：ゆいあん、森五株式会社（第13話〜）
- 洋服デザイン：河本昭郎（第13話〜）
- プロデューサー補：桜林甫
- 制作担当補：藤田光男、小山信行
- 制作担当：小久保章一郎
- 監督補：唐順棋（第11話〜第24話）
- 演出協力：田宮二郎（第23話〜第26話クレジット）
- 制作協力：田宮企画
- 制作：松竹・バリアンツ・TBS

## サブタイトル
| 話数 | 放送日       | サブタイトル | 脚本                               | 監督       |
| ---- | ------------ | ------------ | ---------------------------------- | ---------- |
| 1    | 1974年4月5日 | 妻よ         | 小山内美江子、ジェームス三木       | 番匠義彰   |
| 2    | 4月12日      | 手紙         | ジェームス三木                     | 番匠義彰   |
| 3    | 4月19日      | 出発         | 小山内美江子                       | 番匠義彰   |
| 4    | 4月26日      | 捜索         | ジェームス三木                     | 番匠義彰   |
| 5    | 5月3日       | 過去         | ジェームス三木                     | 番匠義彰   |
| 6    | 5月10日      | 疼き         | ジェームス三木                     | 前田陽一   |
| 7    | 5月17日      | 傷あと       | ジェームス三木、今井詔二           | 前田陽一   |
| 8    | 5月24日      | 生と死       | ジェームス三木                     | 中村登     |
| 9    | 5月31日      | 追憶         | 成田孝雄                           | 今井雄五郎 |
| 10   | 6月7日       | 面影         | ジェームス三木、篠崎好、木下裕子   | 今井雄五郎 |
| 11   | 6月14日      | 意地         | ジェームス三木、中川信江           | 前田陽一   |
| 12   | 6月21日      | 拒絶         | ジェームス三木、椋露地桂子         | 前田陽一   |
| 13   | 6月28日      | 誤解         | 山本邦彦、今井詔二                 | 山本邦彦   |
| 14   | 7月5日       | 慕情         | ジェームス三木                     | 番匠義彰   |
| 15   | 7月12日      | 霧笛         | ジェームス三木                     | 番匠義彰   |
| 16   | 7月19日      | 約束         | 成田孝雄                           | 大槻義一   |
| 17   | 7月26日      | 決意         | 南部英夫                           | 大槻義一   |
| 18   | 8月2日       | 夏の嵐       | ジェームス三木、篠崎好             | 今井雄五郎 |
| 19   | 8月9日       | 別れの曲     | ジェームス三木                     | 今井雄五郎 |
| 20   | 8月16日      | 訪問者       | ジェームス三木、中川信江、渡辺由自 | 番匠義彰   |
| 21   | 8月23日      | 運命         | ジェームス三木                     | 番匠義彰   |
| 22   | 8月30日      | 疑惑         | 成田孝雄                           | 前田陽一   |
| 23   | 9月6日       | もつれ       | ジェームス三木                     | 番匠義彰   |
| 24   | 9月13日      | 氷河         | ジェームス三木                     | 番匠義彰   |
| 25   | 9月20日      | 旅路         | ジェームス三木                     | 番匠義彰   |
| 26   | 9月27日      | 幸福         | ジェームス三木                     | 大槻義一   |

## 放送局
特記の無い限り全て放送時間は金曜 21:00 - 21:55、同時ネット。
- TBS（制作局）
- 北海道放送[2]
- 青森テレビ[3]
- 岩手放送[3]
- 秋田放送：月曜 22:00 - 22:55[4]
- 山形放送：日曜 22:30 - 23:25[5]
- 東北放送[6]
- 福島テレビ[6]
- 新潟放送[7]
- 信越放送[8]
- テレビ山梨[9]
- 静岡放送[9]
- 北日本放送：月曜 22:00 - 22:55[10]
- 北陸放送[7]
- 福井放送：月曜 22:00 - 22:55[10]
- CBCテレビ[11]
- 朝日放送[12]
- 山陰放送[13]
- 山陽放送[14]
- 中国放送[14]
- テレビ山口[15]
- 四国放送：土曜 22:00 - 22:55[16]
- 南海放送：日曜 22:30 - 23:25[17]
- テレビ高知[18]
- RKB毎日放送[19]
- 長崎放送[19]
- 熊本放送[19]
- 大分放送[17]
- 宮崎放送[20]
- 南日本放送[20]
- 琉球放送[21]